# Felsőladács
Felsőladács (1899-ig Felső-Vladicsa, szlovákul: Vyšná Vladiča) Vladicsa község része, egykor önálló falu Szlovákiában, az Eperjesi kerületben, a Sztropkói járásban.

## Fekvése
Sztropkótól 17 km-re északkeletre fekszik. Vladicsa északi részét képezi.

## Története
Felsőladácsot a 15. században a vlach jog alapján alapították soltész általi betelepítéssel. 1470-ben említik először. A makovicai uradalomhoz tartozott, 1553-ban „Waddisko” néven említik. 1600-ban csak a soltész háza állt itt. 1715-ben 6, 1720-ban 5 adózó háztartása volt.
A 18. század végén Vályi András így ír róla: „VLADICSA. Orosz falu Zemplén Várm. földes Ura Jekelfalusy Uraság, lakosai ó hitüek, fekszik n. k. Sz. Polyena 1, d. Sztaskótzhoz 1/2, é. Felső Vladitsához is 1/2 órányira; határja 2 nyomásbéli, zabot, és krompélyt terem, földgye hegyes, kősziklás, agyagos, erdeje, szőleje nints, piatza Sztropkón van.”
1828-ban 20 házában 161 lakos élt. Római katolikus temploma 1838-ban épült.
Fényes Elek 1851-ben kiadott geográfiai szótárában így ír a faluról: „Vladicsa, Zemplén v. orosz f. Zemplén megye szélén: 154 g. kath. lak. 185 h. szántófölddel. F. u. Jékelfalusy.”
A 19. században a Jekelfalussy és Dobránszky családok birtokolták.
Borovszky Samu monográfiasorozatának Zemplén vármegyét tárgyaló része szerint: „Felsőladács, előbb Felső-Vladicsa. Tót kisközség 26 házzal és 93 gör. kath. vallású lakossal. Póstája Havaj, legközelebb eső távírója Sztropkó, vasúti állomása Mezőlaborcz. Sorsa ugyanaz volt, a mi Alsóladácsé. Gör. kath. temploma 1819-ben épült.”
1910-ben 90, túlnyomórészt ruszin lakosa volt. A falu az I. világháborúban elpusztult. A trianoni diktátumig Zemplén vármegye Mezőlaborci járásához tartozott.
Alsó- és Felsőladácsot 1965-ben Vladiča (Ladács) néven egyesítették.

## Nevezetességei
- Szent Miklós püspök tiszteletére szentelt, görögkatolikus temploma 1838-ban épült barokk-klasszicista stílusban.

## Külső hivatkozások
- Felsőladács Szlovákia térképén

## Lásd még
- Alsóladács
- Vladicsa
- Derencs
- Szárazhegy